# Ромул Август
Фла́вий Ро́мул А́вгуст (лат. Flavius Romulus Augustus), прозванный Ромул Августул (лат. Romulus Augustulus; буквально — Ромул «мелкий Август» или «Августёнок») и Момиллус (лат. Momyllus; буквально — «мелкий позор»), более известный в римской историографии как Ро́мул Авгу́ст, — последний император Западной Римской империи, правивший в 475—476 годах.
Ромул, отличавшийся только своей красотой, был возведён на престол в юношеском возрасте своим отцом, военачальником Орестом, который сверг императора Юлия Непота. Однако его притязания на престол не были признаны ни галльским наместником Сиагрием, ни правителем Восточной Римской империи, ни отправившимся править в Далмацию Непотом. За малолетнего императора правил его отец. В итоге, после десятимесячного правления Ромул был свергнут вождём герулов Одоакром и отправлен в изгнание в Кампанию, где и жил, по всей видимости, до самой своей смерти.

## Биография

### Происхождение и восхождение на престол
Отцом Ромула был выходец из Паннонии магистр италийской армии и патриций Орест Флавий, а матерью дочь комита Норика Ромула, происходившего из Поэтовиона (совр. Птуй). Будущий император родился около 460 или 461 года и был назван в честь своего деда. Известно, что Ромул носил имя Август ещё до своего восхождения на престол. Этот вывод делается на основании следующей надписи на его монетах: «Dominus Noster Romulus Augustus Pius Felix Augustus» (рус. Наш господин Ромул Август Благословленный Счастливый Август). Также Ромула иногда называют Августулом (рус. Маленький Август, Августёнок) из-за его юного возраста, а подданные Восточной Римской империи насмешливо отзывались о нём, как о «маленьком позоре» — Момиле (лат. Momylos). Позднее многие историки подмечали то, что по иронии судьбы Ромул Август соединил в себе и, по выражению Э. Гиббона, опозорил имена основателя Рима и его первого императора.
Отец Ромула, Орест, бывший некогда секретарём (нотарием) при Аттиле, был возведён в звание военного магистра по приказу императора Юлия Непота в 475 году, заменив на этом посту Экдиция Авита. Вскоре после этого назначения Орест по просьбе симпатизировавших ему солдат поднял восстание против Юлия Непота и захватил столицу Западной Римской империи Равенну. Когда император узнал об этом, то он бежал в Далмацию в августе 475 года, где его дядей Марцеллином было основано полуавтономное государство. После этого военачальник, по всей видимости, занимает выжидательную позицию в течение около двух месяцев, возможно, ожидая реакцию со стороны восточного императора. Наконец, 31 октября 475 года Орест, отказавшись по какой-то неизвестной причине от титула императора, возвёл на престол своего малолетнего сына Ромула. Возможно, он решил, что римляне были бы более готовы принять его сына, в котором текло больше римской крови, чем в нём самом, в качестве государя. Тем не менее, военачальник фактически стал править империей вместо своего сына. Кроме того, по сообщению византийского историка Евагрия Схоластика, Орест провозгласил себя королём.

### Правление

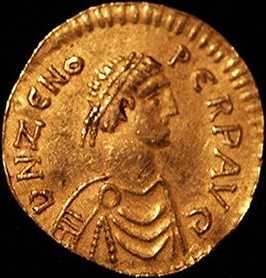
Монета восточноримского императора Зенона, не считавшего Ромула Августа законным монархом

Ко времени вступления на престол Ромула Августа Западная Римская империя находилась на грани исчезновения. Императорская власть распространялась только на Италию и небольшую часть Южной Галлии. Восточноримский император Лев I Макелла, который скончался в 474 году, возводил на престол Западной Римской империи двух людей — Прокопия Антемия и Юлия Непота, поэтому его преемник Зенон, так же как и наместник Северной Галлии Афраний Сиагрий, отказались признать Ромула императором Запада, считая его обыкновенным узурпатором.
Из-за своего малолетства Ромул не оставил никаких следов деятельности, кроме золотых солидов, которые чеканились в Риме, Медиолане, Равенне и Арелате, и были предназначены, по всей видимости, для оплаты услуг варваров, служивших в западноримской армии. Несколько найденных серебряных монет были выпущены в Равенне, однако медные монеты эпохи правления Ромула неизвестны. Наиболее серьёзной проблемой, с которой столкнулся новый государь, было управление разношерстными войсками варварских наёмников. После десятимесячного правления против Ромула и его отца армией, которая практически полностью состояла преимущественно из герулов, ругов и скиров, было поднято восстание. Они знали, что римское правительство заключило с германцами других частей Западной Римской империи договоренность, согласно которой местные землевладельцы должны были выделять определённую часть от своих владений иммигрантам. Однако этот принцип никогда не распространялся на Италию, но солдаты из германских племён, расквартированные на полуострове, заявили, что подобные действия должны быть предприняты также и в их пользу. Они не настаивали на том, чтобы им выделяли две трети земли, как это было сделано в начале V века императором Гонорием по отношению к вестготам, которые напали на Галлию. Легионеры утверждали, что для удовлетворения их просьбы хватило бы и одной трети земель. Вопреки их ожиданиям, Орест отказал солдатам в этом прошении. Также, возможно, Орест изначально обещал солдатам землю в качестве награды за свержение Юлия Непота, поэтому они и выступили против него. Другой причиной бунта было ухудшение финансирования казной римской армии по причине небольших доходов с территории одной только Италии, в связи с чем солдаты также выходили из повиновения властям.
Раздражённые солдаты выбрали себе предводителя в лице одного из главных военачальников Ореста Флавия Одоакра. По происхождению Одоакр был германцем (скиром или, предположительно, ругом), его отец служил при Аттиле послом в Константинополе. После смерти Аттилы он вступил в армию западного императора Прокопия Антемия и помогал Оресту свергнуть Юлия Непота.

Столкнувшись с враждебным отношением к себе войск, Орест заперся в окружённом мощными стенами Тицине, который был взят и разграблен. Около Плацентии 28 августа 476 года он был взят в плен и казнён. Его брат Павел, потерпев поражение в сражении с мятежникам, погиб в лесу неподалёку от Равенны. Тогда Одоакр, войдя в город, заставил Ромула отречься от престола империи 4 сентября того же года. Как только восставший военачальник узнал о повторном вступлении восточного императора Зенона Исаврянина на престол, он отправил от имени низложенного Ромула Августа сенатскую делегацию в Константинополь с соответствующим сообщением о том, что 
«не было никакой нужды составлять им особенное царство; что для обеих сторон довольно было одного Зинона как общего их императора; что сенат римский вручил главное начальство Одоаху [Одоакру], человеку, который по государственному уму и воинственности способен охранять государство».
Также сенат просил Зенона присвоить Одоакру титул патрикия и вверить ему управление Италией. Зенон не сразу, но всё же исполнил их просьбу. Одоакр впоследствии присягнул на верность императору Восточной Римской империи и правил в Италии как представитель византийской власти. Поэтому теоретически империя оставалась единой.

### Жизнь после правления

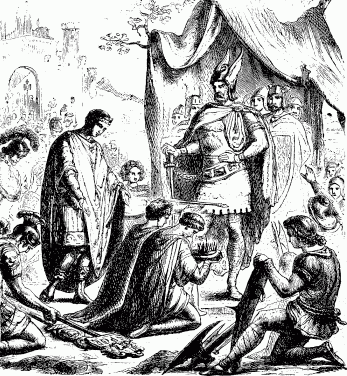
Ромул Август отрекается от престола. Иллюстрация 1880 года

Свержение последнего императора Западной Римской империи Ромула Августа Одоакром 4 сентября 476 года считается традиционной датой падения Западной Римской империи, хотя формально она продолжала существовать до того момента, когда в своих далматийских владениях в 480 году был убит свергнутый император Юлий Непот, после смерти которого Одоакр выслал в Константинополь императорские инсигнии. До 486 года наместник Галлии Афраний Сиагрий удерживал Суассонскую область, а милиция Норика и Реции продолжала сражаться с варварами. Современная наука также считает 476-й годом окончания эпохи античности. Однако известный ирландский историк Джон Багнелл Бьюри, говоря о 476 г. как о годе падения Западной империи, уточняет, что «эта фраза неточна и неудачна, и представляет произошедшие изменения в ложном свете. Никакая Империя не пала в 476 году; не было никакой „Западной Империи“, которая могла бы пасть. Была только одна Римская империя, которой иногда управляли двое или более Августов… Важно понять, что с конституционной точки зрения Одоакр был преемником Рицимера…» Восточная Римская (или Византийская) империя пережила Западную почти на тысячелетие и прекратила своё существование только в 1453 году после завоевания турками-османами Константинополя.
Судьба Ромула после его свержения точно не известна. Аноним Валезия сообщал, что Одоакр, «пожалев его из-за малого возраста и, тронутый его красотой», пощадил Ромула, предоставил ему ежегодную пенсию в 6 тысяч солидов и отправил в ссылку вместе с матерью в кампанский дворец Лукулла на мизенском мысу. Однако Иордан и Марцеллин Комит не упоминают ни о какой ежегодной пенсии. Лукулланский дворец был построен известным римским военачальником эпохи республики Луцием Лицинием Лукуллом (консул 74 года до н. э.) и служил виллой для императора Тиберия. С Ромулом отправились различные родственники и значительная свита.
Источники сходятся во мнении, что Ромул поселился во дворце Лукулла. После этого о Ромуле нет никаких упоминаний. По всей видимости, Ромул являлся основателем монастыря неподалёку от дворца. Монастырь Ромула, однако, приобрёл значительную известность во время понтификата Григория I Великого и существовал ещё в X веке.
Магн Аврелий Кассиодор, секретарь короля остготов Теодориха Великого, написал письмо некоему Ромулу в 507 году, которое подтверждало выдаваемую тому пенсию. Томас Ходжкин, переводчик работ Кассиодора, писал в 1886 году, что Ромул Август и упоминаемый в письме Кассиодора Ромул, возможно, являются одним и тем же человеком. По-видимому, бывший император умер до восстановления византийской власти в Италии (то есть до середины VI века), поскольку историк Прокопий Кесарийский, который писал о Ромуле как о последнем правителе западной части империи, не упоминает о бывшем императоре как о живом в описании византийско-готских войн.

## Ромул Август в культуре
Наиболее известные художественные произведения, в которых Ромул Август фигурирует как главный или один из главных героев:
- В кинофильме 2007 года «Последний легион», снятому по мотивам одноимённого романа итальянского историка и писателя Валерио Массимо Манфреди, Ромула Августа, выведенного как будущий Утер Пендрагон, сыграл Томас Сангстер.
- В исторической комедии швейцарского прозаика и драматурга Фридриха Дюрренматта «Ромул Великий» (1949 год) Ромул Август фигурирует как главный герой.